# Hradec nad Svitavou
Hradec nad Svitavou (deutsch Greifendorf) ist eine Gemeinde in Tschechien. Sie liegt direkt südlich von Svitavy und gehört zum Okres Svitavy.

## Geschichte

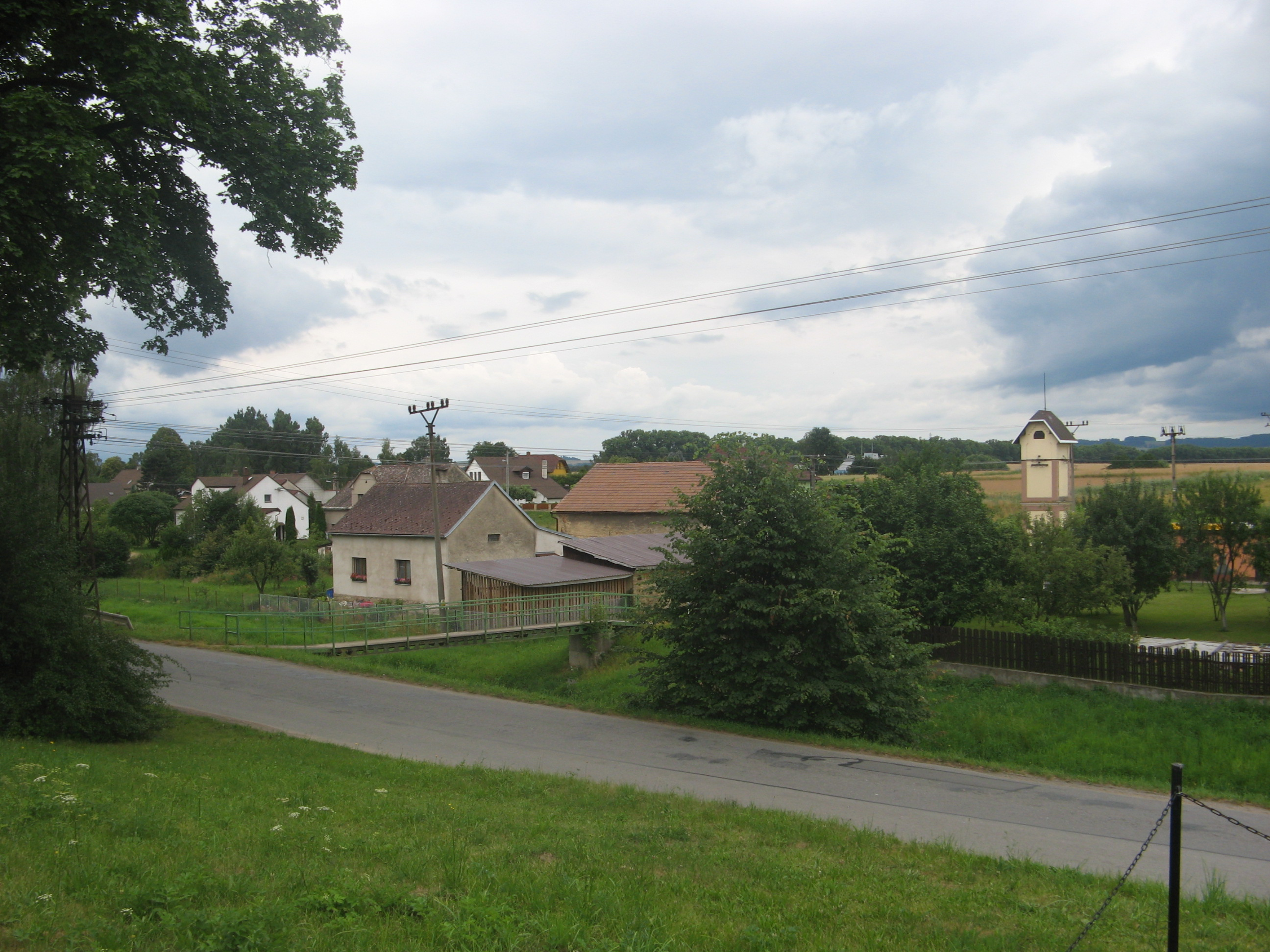
Hradec nad Svitavou

Nach dem Münchner Abkommen vom 30. September 1938 wurde der Ort Greifendorf (damals tsch. Grándorf) dem Deutschen Reich zugeschlagen und gehörte bis 1945 zum Landkreis Zwittau.
Als Folge des Zweiten Weltkriegs, des Potsdamer Abkommens und der Beneš-Dekrete wurde die deutsche Bevölkerung 1945 größtenteils vertrieben und ausgesiedelt. Das Bevölkerungsdefizit wurde schrittweise durch Zuzug aus der gesamten Tschechoslowakei weitestgehend ausgeglichen.
Nach 1949 wurde der tschechische Name Grándorf umbenannt in Hradec nad Svitavou. Das bedeutet sinngebemäß Kleine Burg bei Zwittau.

## Persönlichkeiten
- Engelmar Unzeitig (1911–1945), Katholischer Ordensgeistlicher und NS-Opfer